# Maison Sokol de Novi Sad
Le bâtiment de maison Sokol de Novi Sad (en serbe cyrillique : Зграда Соколског дома у Новом Саду ; en serbe latin : Zgrada Sokolskog doma u Novom Sadu) est un bâtiment situé à Novi Sad, la capitale de la province autonome de Voïvodine, en Serbie. Construit en 1935 et 1936, il est inscrit sur la liste des monuments culturels protégés de la république de Serbie (identifiant n° SK 1698).

## Présentation

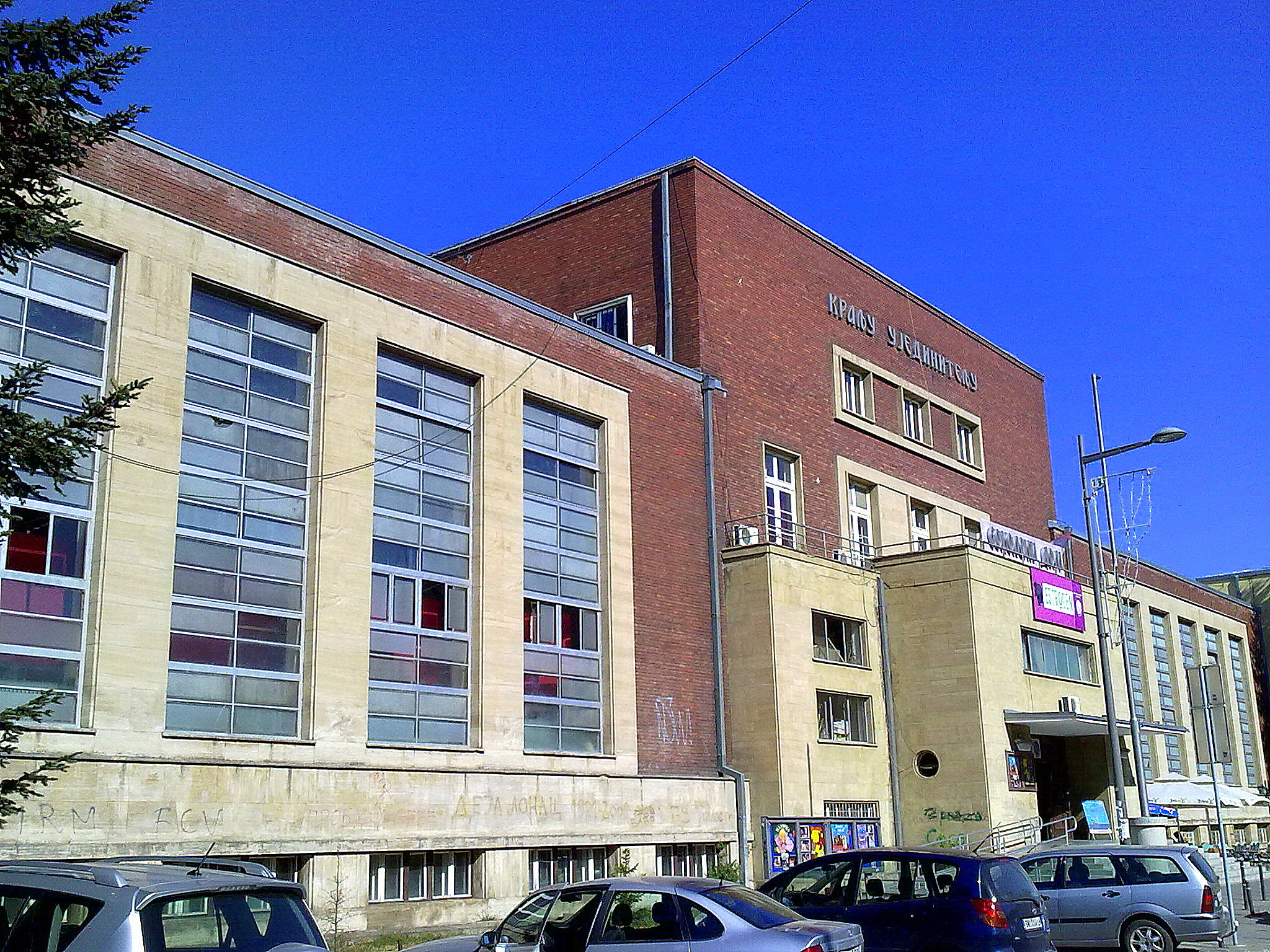
Autre vue du bâtiment

Situé 4 rue Ignjata Pavlasa dans le quartier central de Stari grad, le bâtiment a été construit en 1935-1936. Il a été conçu par l'architecte Đorđe Tabaković (1897-1971), l'un des architectes les plus importants de Novi Sad, pour la société Sokol « Vojvodina », créée en 1905. L'ensemble est caractéristique du courant moderniste de l'Entre-deux-guerres,.
En plus du siège de la société Vojvodina, le bâtiment abrite aujourd'hui le Théâtre de la jeunesse de Novi Sad (en serbe : Позориште младих et Pozorište mladih),.

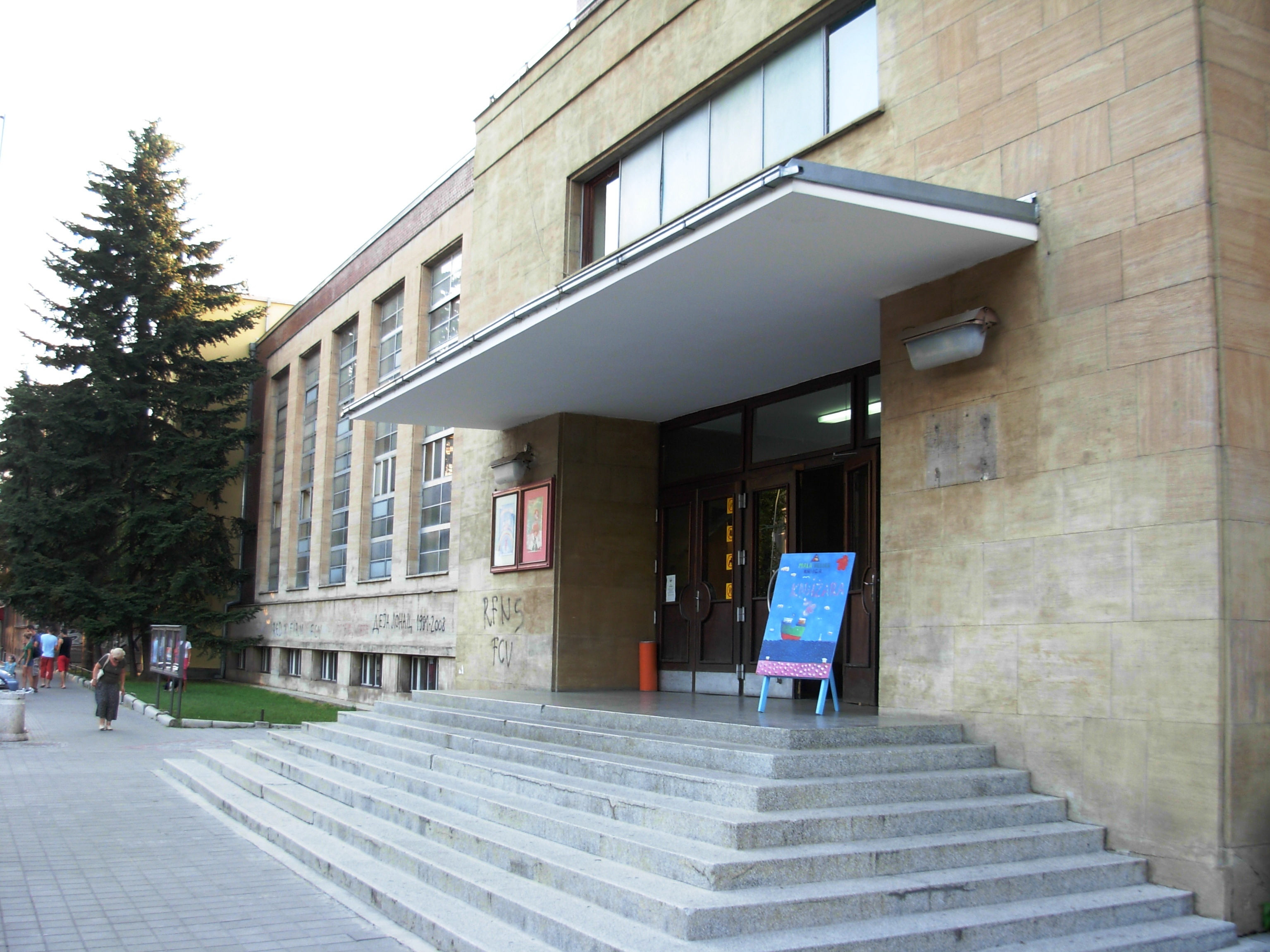
Détail de l'entrée